# Lillian Sanderson

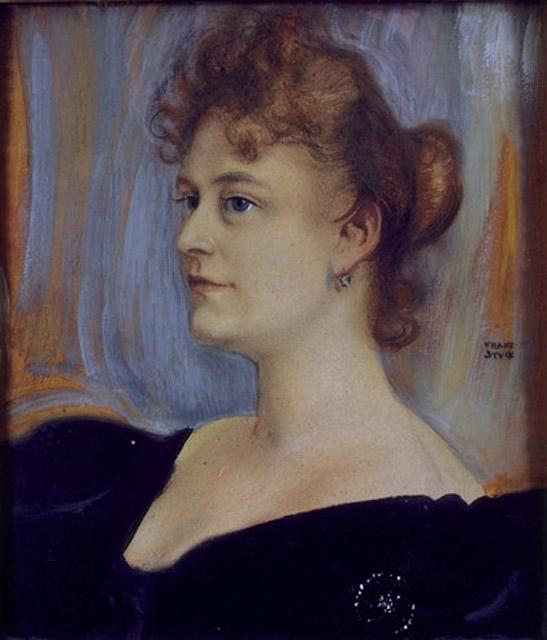
Lillian Sanderson (etwa 1912)

Lillian Sanderson (* 13. Oktober 1866 in Sheboygan, USA; † 9. April 1947 in Dresden-Loschwitz), geboren als Lillie Kemper, war eine US-amerikanische Konzertsängerin und Gesangspädagogin.

## Leben und Leistungen
Sanderson war eine Enkelin eines Hamelners, der 1850 nach Amerika ausgewandert ist. Um 1900 besann sie sich auf ihre deutschen Wurzeln und entschied sich, Amerika zu verlassen und in Frankfurt am Main am Hoch’schen Konservatorium eine Schülerin des Sängers, Gesangspädagogen und Dirigenten Julius Stockhausen zu werden.
1890 gab Sanderson begleitet von den Berliner Philharmonikern in Berlin ihr erstes Konzert. Zu dieser Zeit gehörte die Solistin und Kirchensängerin zu den bedeutendsten musikalischen Vertreterinnen Amerikas. Sie sang Konzerte mit Größen wie Anton Grigorjewitsch Rubinstein und Hans von Bülow. Zwischen 1892 und 1900 ging Sanderson auf fünf Europa-Tourneen, in deren Verlauf sie jedes Mal auch in Hameln auftrat.

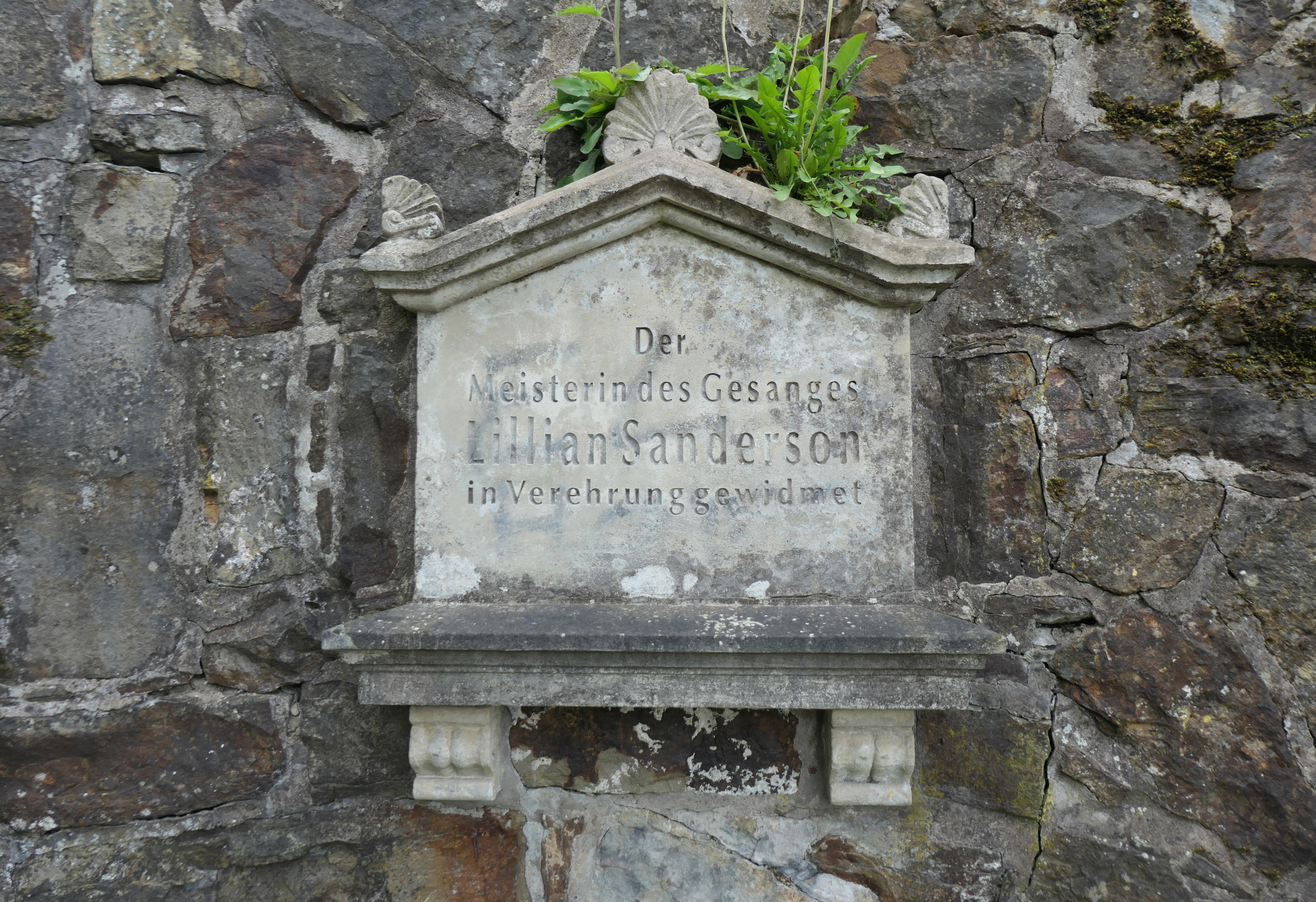
Gedenktafel von 1893 am Klüt

Seit 1900 war sie mit dem Dresdner Maler und Radierer Richard Müller verheiratet, mit dem sie in Dresden-Loschwitz im Ludwig-Richter-Haus in der Hermann-Vogel-Straße 2 lebte. Lillian Sandersons Grab befindet sich auf dem Loschwitzer Friedhof – gemeinsam mit dem ihres Mannes.

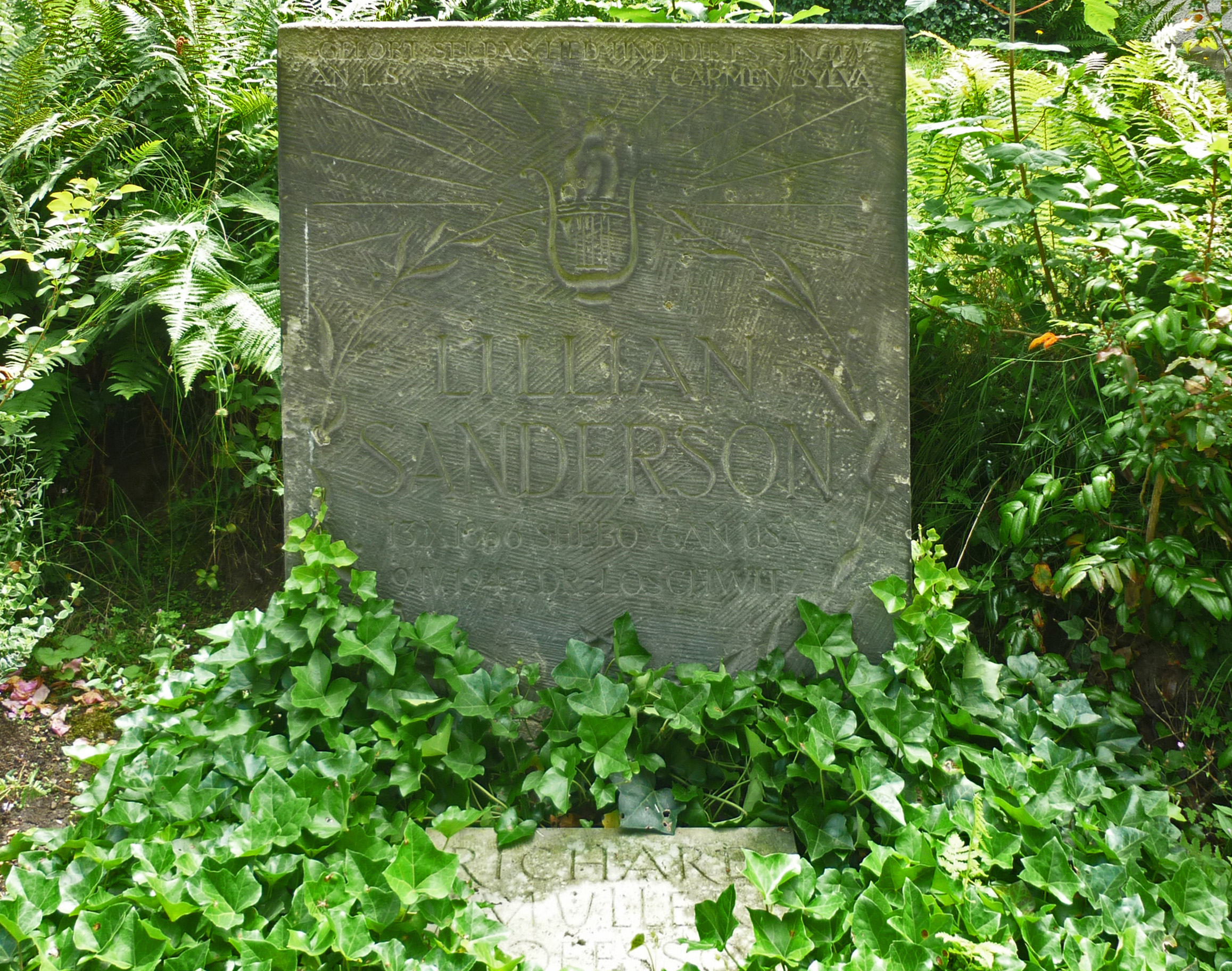
Grabstein von Lillian Sanderson auf dem Loschwitzer Friedhof